# Wilhelm Ruppert
Wilhelm Ruppert (* 1888; † 4. Februar 1965) war ein deutscher Unternehmer und Pionier bei der Entwicklung von Kunststofferzeugnissen.
Nach dem Ersten Weltkrieg gründete er 1919 in Wahn die Elektro-Isolier-Industrie Wahn Wilhelm Ruppert. Er war einer der ersten, die selbstklebende Kunststoff-Folien und -Bänder herstellte. Er entwickelte Produkte wie schichtfreie Isoliermaterialien. 1961 gab er die Leitung des Unternehmens an seinen Sohn Wilhelm Ruppert jr. weiter.
Das Unternehmen bestand von 1919 bis zum 31. März 1973 auf dem Gelände der ehem. Brauerei „Zum Stern“ (Immendorfsche Landbrauerei) und umfasste eine konzessionierte Firnis- und Lacksiederei, eine Gasanstalt, ein Rührwerk, eine Schlosserei, Schornstein, Kistenschreinerei, Dampfkessel sowie eine Krankenstation mit Werksarzt und -schwester.
1962 wurde er von Kardinal-Großmeister Eugène Kardinal Tisserant zum Ritter des Ritterordens vom Heiligen Grab zu Jerusalem ernannt und am 15. Dezember 1962 im Kölner Dom durch Lorenz Jaeger, Großprior der deutschen Statthalterei, investiert.

## Ehrungen
- Ehrensenatorwürde (Senator E. h.) der Technischen Hochschule Karlsruhe für seine Verdienste um die Entwicklung von Kunststoffprodukten[5]
- Namensgeber der Wilhelm-Ruppert-Straße in Köln-Porz/Wahn